# Aunt Lena's Visit
Aunt Lena's Visit è un cortometraggio muto del 1909. Il nome del regista non viene riportato nei credit del film.

## Produzione
Il film fu prodotto dalla Lubin Manufacturing Company.

## Distribuzione
Distribuito dalla Lubin Manufacturing Company, il film -  un breve cortometraggio della lunghezza di 150 metri - uscì nelle sale cinematografiche statunitensi il 21 ottobre 1909. Nelle proiezioni, veniva programmato con il sistema dello split reel, accorpato in un'unica bobina con un altro cortometraggio prodotto dalla Lubin, il drammatico Mignon.